# Podoscypha replicata
Podoscypha replicata är en svampart som först beskrevs av Lloyd, och fick sitt nu gällande namn av D.A. Reid 1965. Podoscypha replicata ingår i släktet Podoscypha och familjen Meruliaceae.   Inga underarter finns listade i Catalogue of Life.